# اشکودا ۱۲۰۳
اشکودا ۱۲۰۳ (انگلیسی: Škoda 1203)خودرو ونی بود که بین سال‌های ۱۹۶۸ تا ۱۹۹۹ میلادی توسط شرکت اشکودا (جمهوری چک) تولید می‌شد. اشکودا ۱۲۰۳ خودرویی از نوع خودروهای محور عقب بود.

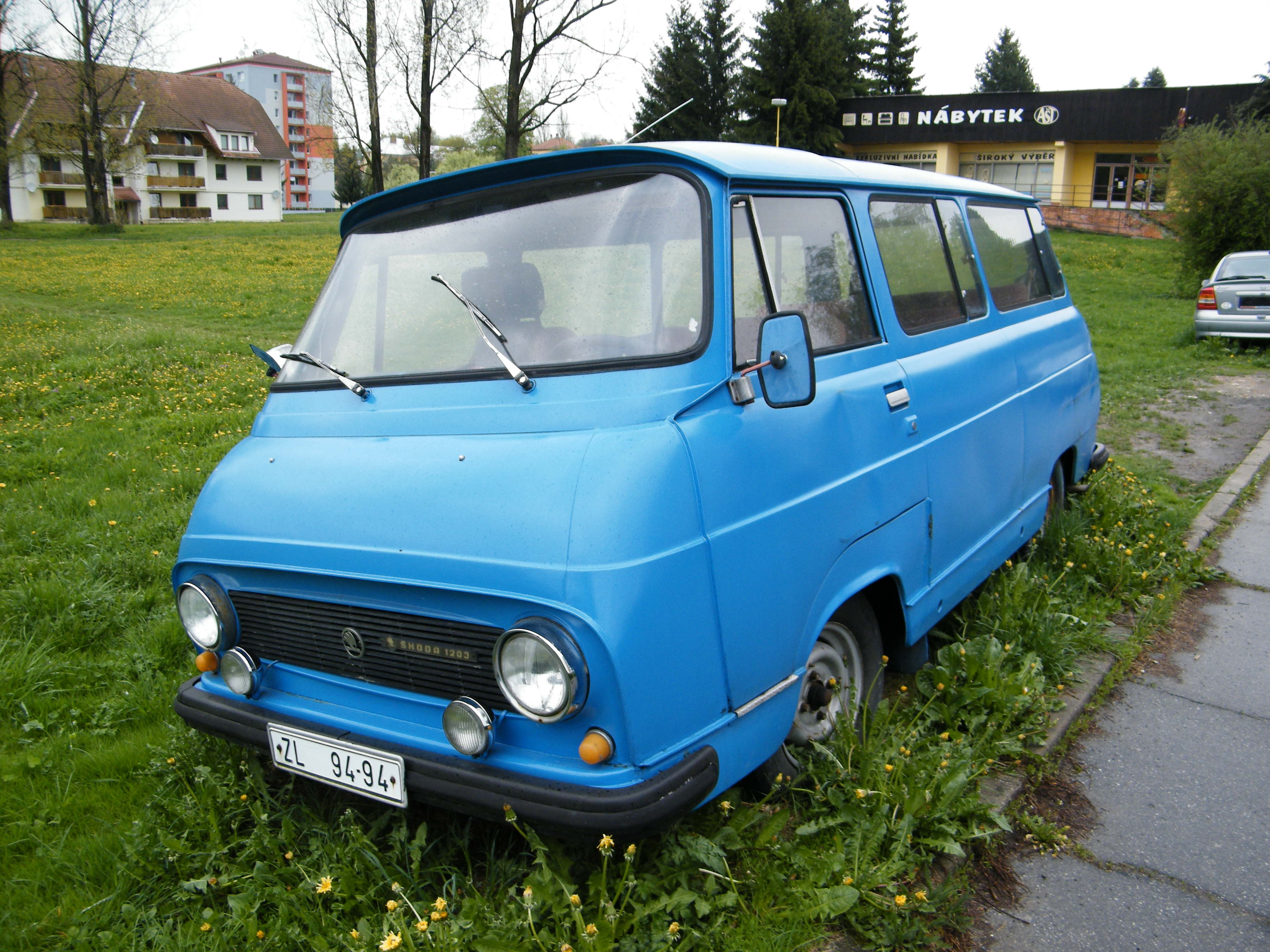